# Riespach
Riespach is een gemeente in het Franse departement Haut-Rhin (regio Grand Est) en telt 672 inwoners (1999). De plaats maakt deel uit van het arrondissement Altkirch.

## Geschiedenis
De gemeente maakte deel uit van het kanton Hirsingue tot dit op 22 maart 2015 werd opgeheven en Riespach werd opgenomen in het kanton Altkirch.

## Geografie
De oppervlakte van Riespach bedraagt 7,6 km², de bevolkingsdichtheid is 88,4 inwoners per km².
De onderstaande kaart toont de ligging van Riespach met de belangrijkste infrastructuur en aangrenzende gemeenten.

## Demografie
Onderstaande figuur toont het verloop van het inwonertal (bron: INSEE-tellingen).